# Hirundichthys rondeletii
Hirundichthys rondeletii (Valenciennes 1847), noto in italiano come rondinella di mare, è un pesce osseo marino della famiglia Exocoetidae.

## Distribuzione e habitat
Vive nel mar Mediterraneo e nell'Oceano Atlantico, ove non si trova più a nord delle acque portoghesi. Effettua migrazioni, in inverno si sposta soprattutto nel Mediterraneo orientale mentre in estate si spinge nei bacini settentrionali e nel mar Adriatico. È il pesce volante più comune nei mari italiani.

È una specie pelagica che vive sempre piuttosto al largo anche se nel periodo estivo si avvicina leggermente alle coste.

## Descrizione
Ha l'aspetto tipico dei pesci volanti con le pinne pettorali molto ampie usate per effettuare dei brevi voli fuor d'acqua. In questa specie anche le pinne ventrali, inserite assai indietro, sono allungate (differenza con Exocoetus volitans, che le ha brevi). La pinna caudale è biloba, il lobo inferiore è più lungo. La pinna dorsale e la pinna anale hanno più o meno la stessa lunghezza (differenza con Cheilopogon heterurus che ha l'anale molto più breve della dorsale). La testa è corta e piatta, la bocca piccola, gli occhi molto grandi. 

Il colore del corpo è azzurro iridescente sul dorso che sfume in bianco madreperleceo sul ventre. Le pinne pettorali hanno colore scuro, brune o nerastre, con un bordo trasparente e più chiare verso l'attaccatura. Pinne ventrali molto scure con la punta chiara.

Sembra che in Mediterraneo non superi i 20 cm.

## Riproduzione
Le uova sono deposte all'inizio dell'estate su corpi galleggianti a cui aderiscono grazie ai filamenti adesivi che ne ricoprono la superficie.

## Pesca
Si cattura quasi sempre occasionalmente con reti da posta o, dato che è molto attratto dalle luci, con la lampara. Abbocca anche alle lenze a traina.

Le carni sono discrete soprattutto se fritte.